# Tiffin, Iowa
Tiffin är en ort i Johnson County i Iowa. Vid 2010 års folkräkning hade Tiffin 1 947 invånare.